# Javra teranishii
Javra teranishii là một loài tò vò trong họ Ichneumonidae.